# Episodi de La famiglia Brady (quinta stagione)
La quinta stagione della serie televisiva La famiglia Brady è stata trasmessa in anteprima negli Stati Uniti d'America dalla ABC tra il 14 settembre 1973 e l'8 marzo 1974.
| nº | Titolo originale                | Titolo italiano | Prima TV USA      | Prima TV Italia |
| -- | ------------------------------- | --------------- | ----------------- | --------------- |
| 1  | Adios, Johnny Bravo             |                 | 14 settembre 1973 |                 |
| 2  | Mail Order Hero                 |                 | 21 settembre 1973 |                 |
| 3  | Snow White and the Seven Bradys |                 | 28 settembre 1973 |                 |
| 4  | Never Too Young                 |                 | 5 ottobre 1973    |                 |
| 5  | Peter and the Wolf              |                 | 12 ottobre 1973   |                 |
| 6  | Getting Greg's Goat             |                 | 19 ottobre 1973   |                 |
| 7  | Marcia Gets Creamed             |                 | 26 ottobre 1973   |                 |
| 8  | My Brother's Keeper             |                 | 2 novembre 1973   |                 |
| 9  | Quarterback Sneak               |                 | 9 novembre 1973   |                 |
| 10 | Try, Try Again                  |                 | 16 novembre 1973  |                 |
| 11 | The Cincinnati Kids             |                 | 23 novembre 1973  |                 |
| 12 | The Elopement                   |                 | 7 dicembre 1973   |                 |
| 13 | Miss Popularity                 |                 | 21 dicembre 1973  |                 |
| 14 | Kelly's Kids                    |                 | 4 gennaio 1974    |                 |
| 15 | The Driver's Seat               |                 | 11 gennaio 1974   |                 |
| 16 | Out of This World               |                 | 18 gennaio 1974   |                 |
| 17 | Welcome Aboard                  |                 | 25 gennaio 1974   |                 |
| 18 | Two Petes in a Pod              |                 | 8 febbraio 1974   |                 |
| 19 | Top Secret                      |                 | 15 febbraio 1974  |                 |
| 20 | The Snooperstar                 |                 | 22 febbraio 1974  |                 |
| 21 | The Hustler                     |                 | 1º marzo 1974     |                 |
| 22 | The Hair-Brained Scheme         |                 | 8 marzo 1974      |                 |